# Chrysosoma argenteomicans
Chrysosoma argenteomicans är en tvåvingeart som beskrevs av Octave Parent 1935. Chrysosoma argenteomicans ingår i släktet Chrysosoma och familjen styltflugor. Inga underarter finns listade i Catalogue of Life.